# Пляжный теннис
Пляжный теннис (англ. beach tennis) — вид спорта, сочетающий в себе черты пляжного волейбола и тенниса.

## История пляжного тенниса
Пляжный теннис зародился в 1978 году в итальянской Равенне. Именно там на местных пляжах появились люди с ракетками, причем не с обычными, а со специальными — без струн, и сделанными из цельного пластика (ныне используют графит и фиберглас).
В Италии создали Международную федерацию пляжного тенниса. Первым и до сих пор действующим её президентом стал Джандоменико Беллеттини. В 2007 году Международная федерация тенниса (ITF) официально признала новый вид тенниса и запустила программу соревнований мирового тура.
С 2008 года ежегодно под эгидой ITF проводятся Чемпионаты Европы, с 2009 года Чемпионаты Мира, а с 2012 года командный Чемпионат Мира по пляжному теннису.
2008 год
- ITF приняла решение о проведении международных турниров по всему миру.
- В Риме проходит первый Европейский чемпионат по пляжному теннису.

2009 год
- В Риме проходит первый Мировой чемпионат по пляжному теннису.

2010 год
- В Турции проходит второй Европейский чемпионат по пляжному теннису. Таким образом, пляжный теннис впервые покидает родные края солнечной Италии.

2011 год
- Официальными мячами для игры в пляжный теннис признаны оранжевые мячи, которые заменили привычные зеленые.
- В Болгарии проходит третий Европейский чемпионат по пляжному теннису.

2012 год
- В России проходит первый Мировой командный чемпионат по пляжному теннису.
- В Сан-Марино проходит четвёртый Европейский чемпионат по пляжному теннису.
- Мировой чемпионат по пляжному теннису впервые покидает Италию.

2013 год
- В январе меняется подсчет мирового рейтинга: теперь начисление идет из лучших 6 игр вместо лучших 4, а обновления на сайте ITF Архивная копия от 19 октября 2014 на Wayback Machine публикуются спустя 3 недели после проведения турнира.
- В июне проходит первый Панамериканский чемпионат по пляжному теннису, который становится четвёртым крупнейшим чемпионатом ITF.
- 9 сентября согласно рейтингу ITF бразильская пара Саманта Барижан (Samantha Barijan) и Жоана Кортэз (Joana Cortez) становятся первыми не итальянскими топ-игроками.

2014
- 16 июня бразилец Вини Фонт (Vinicius Font) возглавил мировой рейтинг ITF в мужском разряде, став первым не итальянским топ-игроком.
- 24 страны приняли участие в Мировом командном чемпионате по пляжному теннису в Москве.
- Заключительный день командного чемпионата мира по пляжному теннису в Москве впервые транслировался прямом эфире.

2015
- Во время проведения командного чемпионата мира в Москве впервые проходят юниорские соревнования.
- Командный чемпионат мира в Москве принимает  28 стран-участниц.
- Онлайн счет на командном чемпионате мира впервые переходит рубеж  10,000 просмотров.
- Российское телевидение впервые ведет  видеотрансляцию  финала командного чемпионата мира в Москве.
- Пляжный теннис включен в Средиземноморские пляжные игры 28 августа - 1 сентября, где приняли участие команды из девяти стран.
- Марайке Биглмайер (Maraike Biglmaier) из Германии стала первой Европейской спортсменкой за пределами Италии, достигшей первой строчки в женском рейтинге ITF (14 сентября).
- Израиль впервые принимает Европейский чемпионат по пляжному теннису.
- Впервые титул Чемпионов Европы по пляжному теннису не принадлежит итальянцам полностью, россияне Никита Бурмакин и Дарья Чуракова одерживают победу в смешанной категории (mixed doubles).

2016
- Турниры, которые учитываются для формирования рейтинга, увеличивают количество с 6 до 8 турниров (по состоянию рейтинга на 4 января).
- Представлена новая структура начисления рейтинга.
- Россия становится чемпионом мира на командном чемпионате в Москве, одержав победу над итальянцами.
- Впервые спортсмены  не итальянского происхождения одерживают победу в финале парной женской или мужской категорий:  бразильянки Джоана Кортес (Joana Cortez) и Рафаэлла Адриана Миллер (Raffaela Adriana Miller) становятся чемпионками мира в женском парном разряде.
- Впервые в России проводится международный ITF турнир по пляжному теннису в крытом помещении на песке в Москве (La Plage Club)

## Правила игры
Корт — размеры, аналогичные  площадке для пляжного волейбола — 16×8 м.
Покрытие — песок.
Высота сетки — на высоте 170 см.
Снаряжение — ракетки со сплошной игровой поверхностью без струн (стекловолокно или карбон) и мячи со сниженным давлением.
Ведение счёта — то же, что и в теннисе, за одним исключением: нет правила обязательного преимущества в два очка при счете «ровно», то есть игрок, выигравший следующее очко после счета «ровно», считается победившим в гейме (так называемое правило «внезапной смерти»).
Подача — игрокам дается только ОДНА ПОДАЧА.
При касании мяча сетки на подаче очко не переигрывается.
Игра ведется только с лета. Очко считается выигранным, если мяч касается поверхности корта на половине соперников или когда соперник посылает мяч в аут или в сетку.
В пляжный теннис в основном играют парами, хотя возможна и игра в одиночном разряде, но на площадке меньшего размера. Правилами разрешены как обычная подача с ударом над головой, так и подача снизу. Любой игрок принимающий стороны может выполнить прием подачи.

## Инвентарь
Ракетки — из стекловолокна или карбона.
Мячи — оранжевые, со сниженным давлением.

## Спортивная форма
Мужчины играют в коротких шортах и майках (или только в шортах), женщины – в топах (майках) и шортах или в бикини. В случае предоставления организаторами игровой формы (майки, топы), участники обязаны играть, присутствовать на награждении и давать интервью в спортивной форме, предоставленной организаторами.

## Пляжный теннис в России
Под эгидой Федерации тенниса России пляжный теннис активно развивается с мая 2008 года.
В 2009 году на фоне полного доминирования итальянского пляжного тенниса историческим событием стал дебют сборной России по пляжному теннису на международной арене на Чемпионате мира в Италии.
17 июня 2010 года приказом № 606 Министерство спорта, туризма и молодёжной политики России официально признало новую спортивную дисциплину.
В данный момент центрами развития пляжного тенниса являются: Москва, Московская область, Санкт-Петербург, Ленинградская область (Сосновый Бор, Гатчина), Сочи, Адлер, Самара, Саратов, Тольятти, Нижний Новгород, Ярославская область (Рыбинск), в этих городах систематически проводятся серии различных соревнований.